# Bob Earl

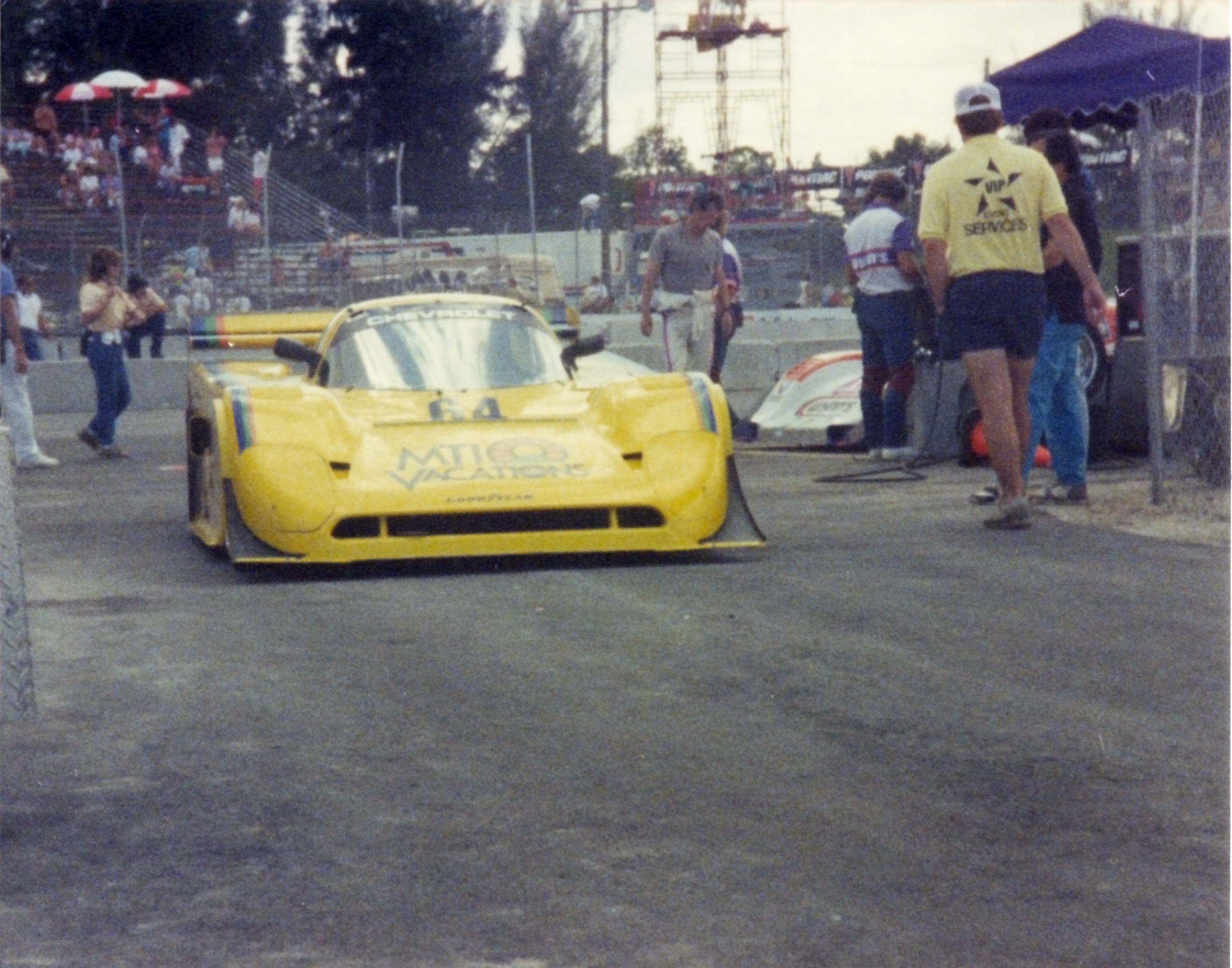
La Spice de 1989

Bob Earl, né le 13 janvier 1950, est un ancien pilote automobile américain.
Depuis l'arrêt de sa carrière sportive, il est devenu coach et a conçu un siège de conduite pour jeux vidéo, le Virtual Racing Chassis.

## Palmarès
- Formule Ford
  - Champion national en 1973[2]

- Formule Atlantique
  - 2 victoires à Road America en 1979 et 1980[3]
  - Vainqueur du Grand Prix de Macao en 1981 avec une Hayashi-Toyota. Il reste le seul américain à avoir remporté cette course.

- IMSA GTU/GTO[4]
  - Victoire en 1986 à Miami sur une Pontiac Fiero
  - Victoires en 1987 à Miami et à Lime Rock sur une Pontiac Fiero
  - Vainqueur de la catégorie GTO des 24 Heures de Daytona en 1989[5]

- IMSA GTP[4]
  - plusieurs victoires dans la catégorie GTP Lights dont les 500 miles de Watkins Glen en 1986 et les 24 Heures de Daytona en 1987[5]
  - 3 victoires au général en 1990 : Miami sur une Nissan GTP ZX-Turbo (de) avec Chip Robinson et Geoff Brabham, aux 12 Heures de Sebring sur une Nissan GTP ZX-Turbo (en) avec Derek Daly et aux 500 km de Watkins Glen sur une Nissan NPT-90 (en) avec Chip Robinson
  - 2e des 24 Heures de Daytona et des 12 Heures de Sebring en 1991[5]

## Résultat aux 24 Heures du Mans
| Année | Voiture           | Équipe                             | Équipiers                       | Résultat |
| ----- | ----------------- | ---------------------------------- | ------------------------------- | -------- |
| 1990  | Nissan R90CK (en) | Nissan Performance Technology Inc. | Steve Millen (en) / Michael Roe | 17e      |